# Río Sillo
El río Sillo es un curso de agua del sureste de la península ibérica, afluente del río Múrtiga. Discurre por las provincias españolas de Badajoz y Huelva, haciendo de frontera entre ellas.

## Descripción
Discurre por las provincias de Badajoz y Huelva, con una parte de su curso haciendo de frontera entre ambas. Nace en el término municipal de Fuentes de León y termina por desembocar en el río Múrtiga en Encinasola. Aparece descrito en el decimocuarto volumen del Diccionario geográfico-estadístico-histórico de España y sus posesiones de Ultramar de Pascual Madoz de la siguiente manera:

SILLO: r. en la prov.de Badajoz: nace en la misma v. de Fuentes de Leon, part. jud. de Fregenal de la Sierra, de la fuente llamada Pelambres, cuyo nombre lleva hasta que en la deh. de propios de la misma v. recibe el de rivera del Campo; concluida esta deh. principia con el nombre de Sillo, hasta que desagua en la caudolsa ribera de Múrtiga al sitio de las huertas de San Pedro, térm. de Encinasola (Huelva), despues de 4 1/2 leg. de curso: en este tránsito lo enriquecen los arroyos del Álamo, de la Herradura, del Cincho, de las Pilas, del Cañuelo y del Caño por su márg. der.; el Silloviejo y Movantes por la izq. y fertiliza los térm. de Fuentes de Leon, Cumbres-mayores, Cumbres de Enmedio, Cumbres de San Bartolomé y Encinasola: corre todo el año con abundancia, y en los temporales de lluvias detiene siempre á los pasageros, por no ser vadeable y carecer de barcas y puentes. La naturaleza ha puesto en este r. los límites entre la prov. de Badajoz y la de Huelva; pues el terreno de la der. es feraz y abundante de las principales prod., al paso que en la márg. izq. es estéril, escabroso e incapaz de ellas: por esta razon tenemos por desacertado el que la v. de Encinasola, que se halla á la márg. der. del Sillo, en terreno propiamente de Estremadura, no pertenezca á la prov. de Badajoz, de cuya c. dista solo 14 leg. y 3 cortas de Fregenal.
(Madoz, 1849, p. 401)

Las aguas del río, perteneciente a la cuenca hidrográfica del Guadiana, terminan vertidas en el océano Atlántico.